# اسموکی و بندیت
اسموکی و بندیت (انگلیسی: Smokey and the Bandit) یک فیلم در ژانر اکشن، ماجراجویی، و کمدی به کارگردانی هل نیدهام است که در سال ۱۹۷۷ منتشر شد.

## بازیگران
- برت رینولدز
- سالی فیلد
- جری رید
- مایک هنری
- پال ویلیامز
- جکی گلیسون
- مایک هنری
- پت مک‌کورمیک
- مایکل مان